# Соколова Анастасія Дмитрівна
Соколова Анастасія Дмитрівна (англ. Sokolova Anastasiia, нар. 19 листопада 1994) — південнокорейська актриса та модель, народилася у Вінниці, Україна. Закінчила факультет корейської мови Університету Адама Міцкевича в Познані, Польща.

## Освіта
- Кафедра корейської мови Познанського університету імені Адама Міцкевича (закінчила)

## Процес зростання
Анастасія народилася у Вінниці в 1994 році. Після закінчення середньої школи в 2012 році переїхала до міста Познань, Польща, і вступила на факультет китайської мови. Через рік вступила на факультет корейської мови в Університет Адама Міцкевича і закінчила його в 2016 році. Вона приїхала до Кореї в 2016 році, пройшла два роки навчання в JoEun Entertainment, а після випуску розпочала кар'єру моделі/актора.

## Ролі
Анастасія знімалася в невеликих ролях у серіалах tvN «Незаплановане кохання», SBS «The Fierce Priest», JTBC «Beauty Inside», SBS «Gangnam Scandal», і в серіалі «Хороший кастинг» 2020 року з актором Чой Кангом. Вона з'являється у 1 епізоді в ролі Барбари Массаллітінової, іноземки у корейський в'язниці.
Також вона грає у 133 серії «Корейських іноземців» (MBC every1), який вийшов у ефір 28 квітня 2020 року. Іноземна збірна Кореї посилила свою силу, після приєднання до неї української волейболістки Анастасії Соколової.
У 2022 році вона знялася в ролі Лілії у «Зразковій сім'ї».